# Fundación Cerezales Antonino y Cinia
La Fundación Cerezales Antonino y Cinia (FCAYC) es una institución privada española ubicada en Cerezales del Condado, en la provincia de León. Fundada en 2008 por iniciativa de Antonino Fernández Rodríguez, natural de la localidad, su actividad se orienta al desarrollo del territorio y a la transferencia del conocimiento a través de la producción cultural y la etnoeducación. Entre las disciplinas alrededor de las cuales articula sus actividades están la música, el arte, el medio ambiente, la sociología y la economía. En 2021 recibió la Medalla de Oro al mérito en las Bellas Artes.

## Historia
En 1949, Antonino Fernández Rodríguez, natural de Cerezales del Condado y emigrante en México, ingresó en el Grupo Modelo y tras desempeñar distintos puestos en la empresa, en 1971 fue nombrado director general; continuó al frente de la misma hasta 1997 y como presidente del Consejo de Administración hasta 2005. De forma paralela a su trayectoria empresarial, Antonino Fernández ha desarrollado una importante labor filantrópica; fruto de la misma fundó, en 2008, la Fundación Cerezales Antonino y Cinia, con el fin de facilitar el acceso a la cultura en el lugar donde crecieron sus antepasados.

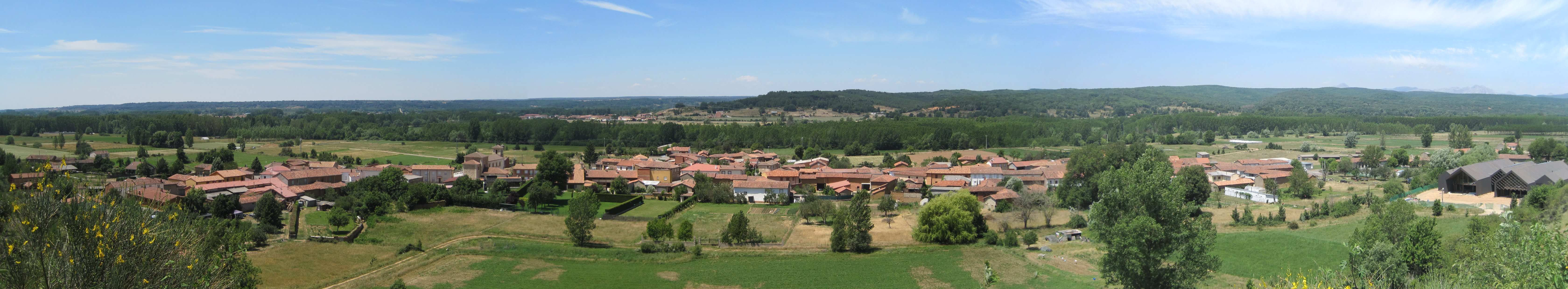
Vista panorámica de Cerezales del Condado

Constituida con un capital inicial de tres millones y medio de euros, Antonino firmó un acuerdo con la Junta Vecinal de Cerezales del Condado para hacer de las antiguas escuelas la sede de la Fundación, en la cual se desarrollarían los conciertos, representaciones, talleres y demás actividades. La iniciativa se enmarcó dentro de las distintas actuaciones que ha impulsado Antonino en la localidad, entre ellas la rehabilitación de la iglesia o la mejora de infraestructuras.

## Misión
Los objetivos de la Fundación buscan impulsar la capacidad crítica y de transformación que posee toda sociedad mediante el acceso a la cultura y a la educación. Desde un plano localizado, estos objetivos contemplan modos y alternativas para revitalizar la región en la que se encuentra Cerezales y paliar –a través de la educación, la cultura o el arte–, el aislamiento y despoblación en el medio rural e integrar los discursos que afectan al mismo en el eje de acción de los discursos acerca de lo contemporáneo. Las vías de acción para alcanzar tales propósitos abarcan distintos programas y ciclos, siempre con una perspectiva basada en la continuidad del trabajo de investigación a medio y largo plazo, formalizados a través de exposiciones, talleres o grupos de trabajo, entre otros, y son las siguientes:
- Etnoeducación: se basa en la localización y apoyo formativo, económico o de difusión a proyectos relacionados con el entorno geográfico de la Fundación; actividades y ciclos socioeconómicos y medioambientales, fomento de la investigación e innovación en sectores como el sector primario, el turismo sostenible o las nuevas tecnologías, y asesoramiento y canalización de ayudas o subvenciones económicas.

- Arte contemporáneo: con el objetivo de investigar, producir, difundir y acercar el arte y la obra de artistas contemporáneos, además de una colección propia y expuesta en el espacio público. Desarrolla, comisaría y aloja exposiciones de arte contemporáneo, entre las cuales destacan las centradas en Jan Hendrix, Cristina García Rodero o Chema Madoz, así como Cabañas para pensar, que luego se expuso en el Círculo de Bellas Artes,[6][7] o Arqueologías del futuro,[8] con piezas del MACBA y del Museo Reina Sofía.

- Música: con la intención de apostar por la música como medio de sensibilización hacia el arte y la cultura, apoya, a través de la difusión, a formaciones de distintos estilos musicales. Las actividades abarcan ciclos de música, festival de jazz o talleres vinculados al sonido y la creación musical, entre otras.

## Sede

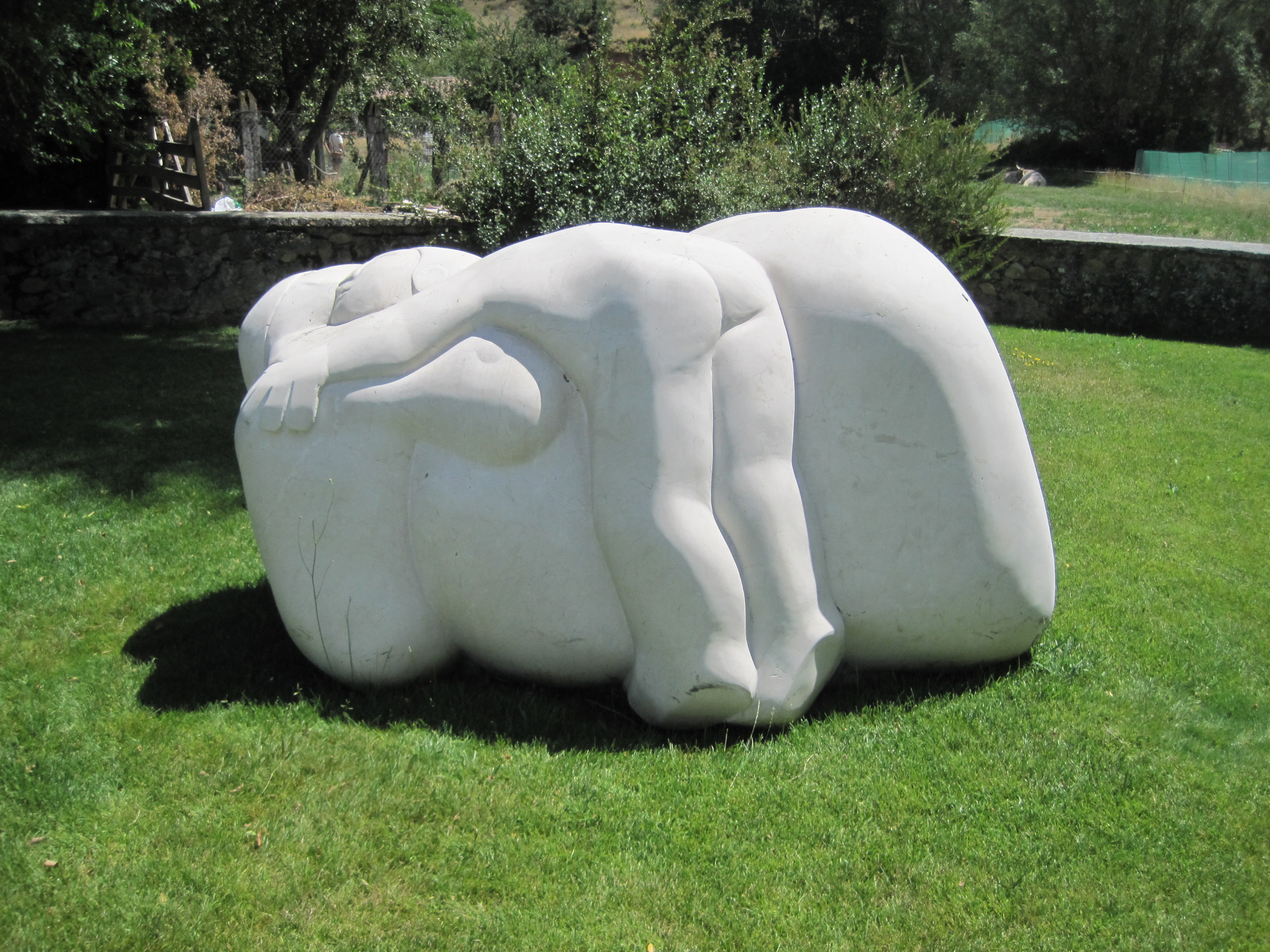
Maternidad, de Castorina

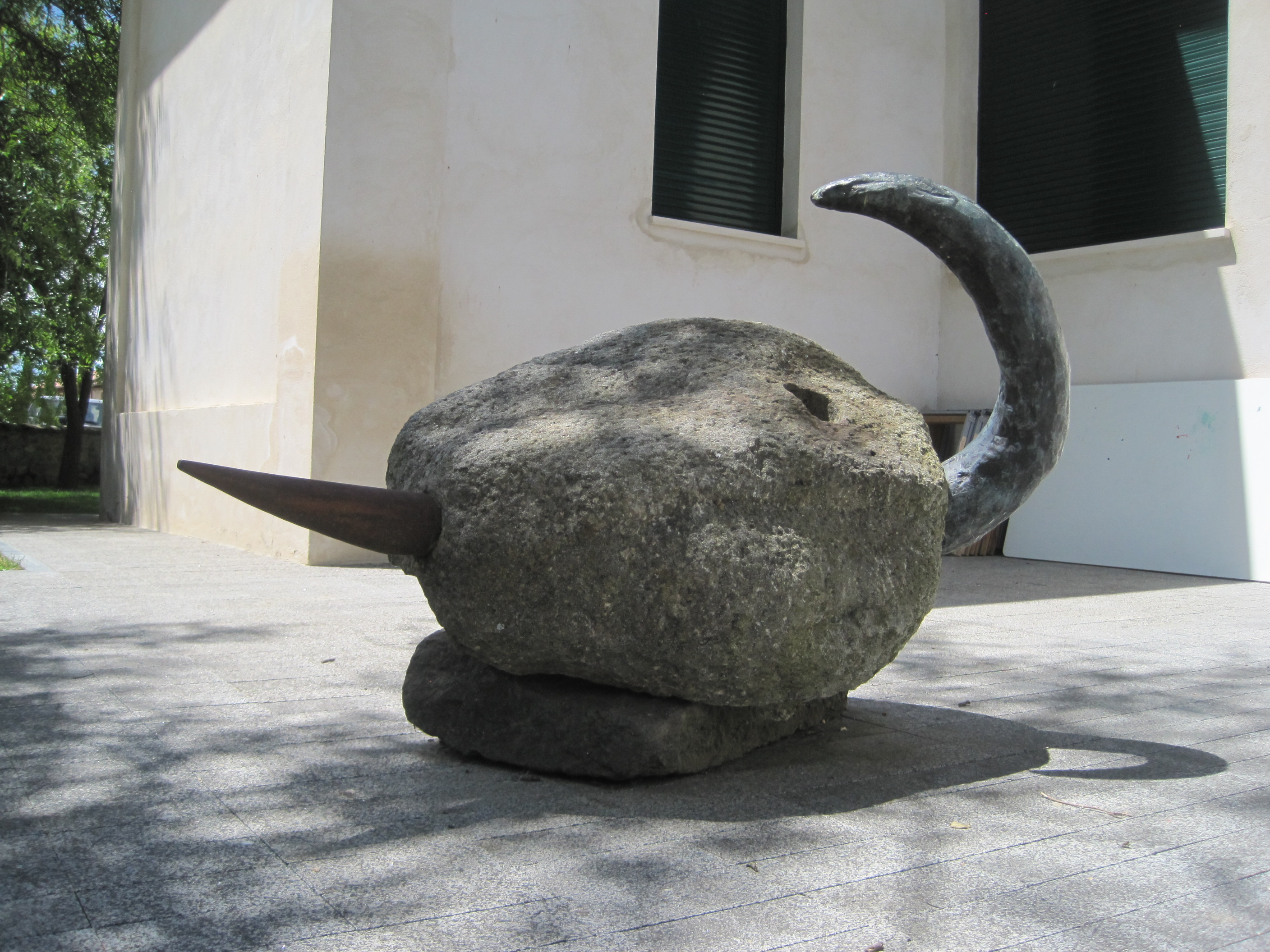
Gran Chivo, de Eduardo Arroyo

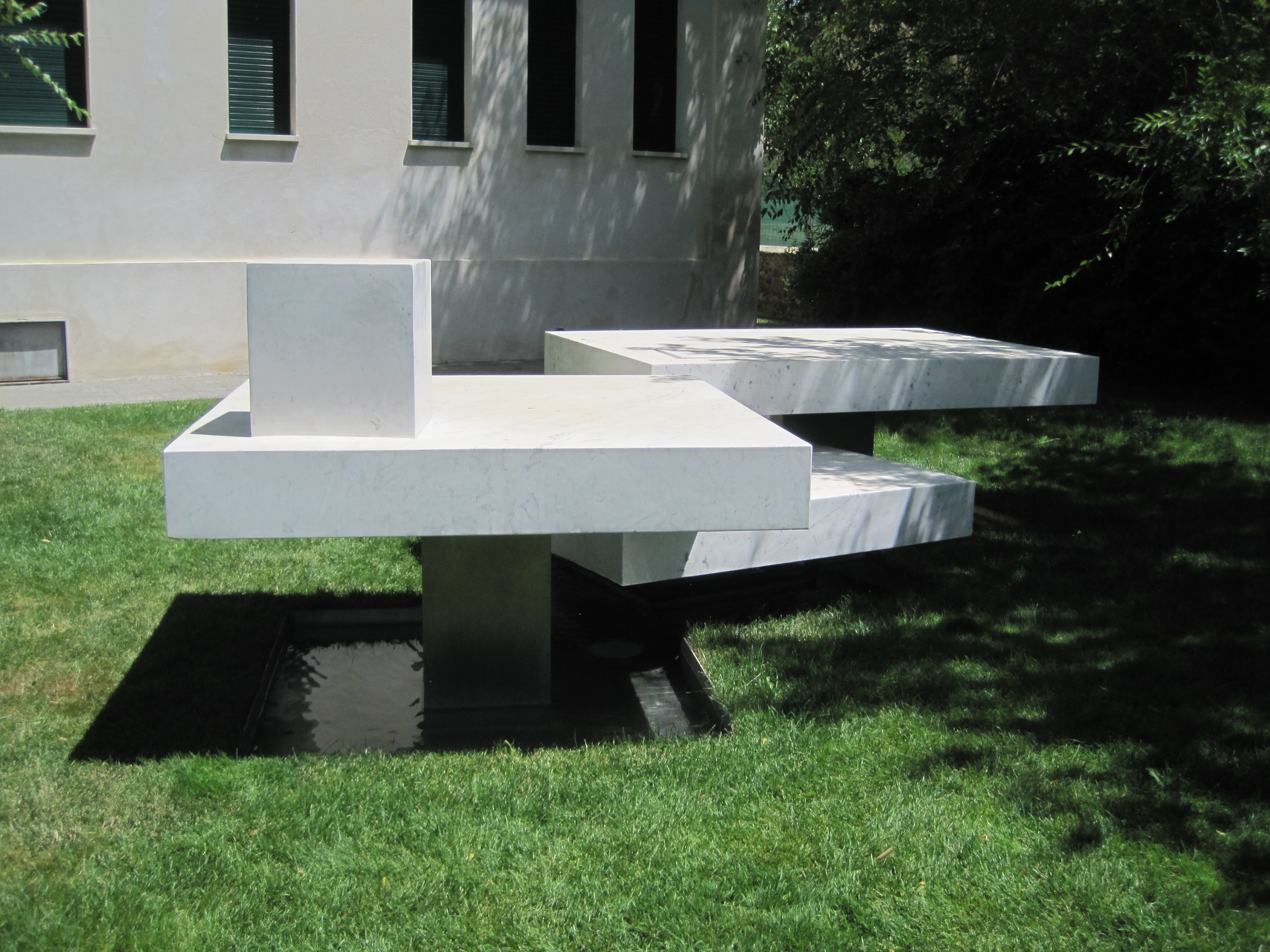
Murmullo del tiempo, de Tadanori Yamaguchi

La sede de la Fundación se sitúa en las antiguas escuelas de Cerezales del Condado. Su construcción data de 1931 y fueron rehabilitadas en 2009 con la intención de reorganizar los interiores y dar así cabida a todo tipo de actividades. Así, cuenta con un espacio polivalente cuyo diseño permite su uso como sala de exposiciones, auditorio con escenario, aula de didáctica y oficinas para administración, dependiendo de la disposición de sus paredes. En la zona ajardinada contigua al edificio se encuentran las tres esculturas que componen la colección de arte público de la Fundación; se trata de las obras Maternidad, de Castorina Fe Francisco, Murmullo en el Tiempo, de Tadanori Yamaguchi, y Gran Chivo, de Eduardo Arroyo. aa

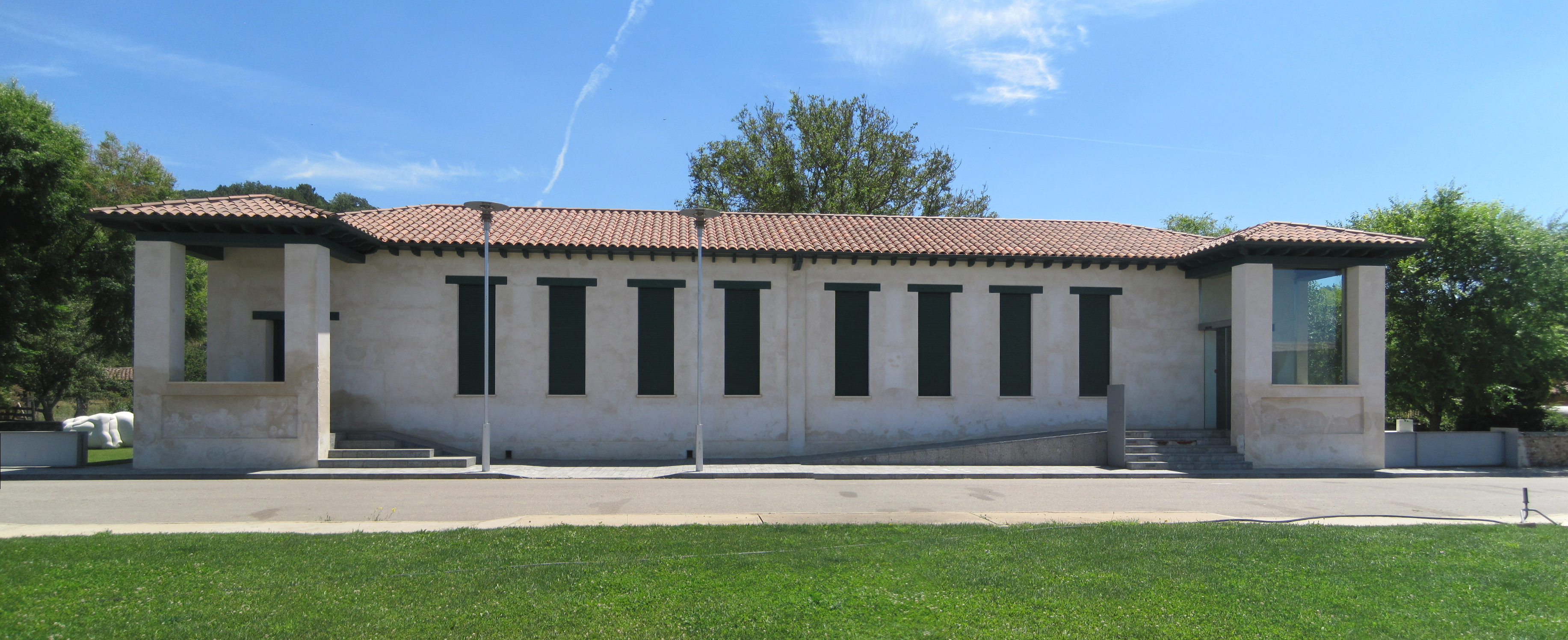
Fachada de la sede

Ante la respuesta del público, el crecimiento del número y variedad de actividades, abarcando ámbitos como la música, el arte o la educación, la Fundación estudió reforzar la capacidad de sus instalaciones. Fruto de tal necesidad es el nuevo equipamiento, construido entre 2014 y 2016 y obra del estudio de Alejandro Zaera y Maider Llaguno. Se trata de un edificio independiente, consistente en cinco naves con techo a dos aguas —arquetipo de la arquitectura rural—, situado en la parte superior de la parcela que posee la Fundación. Está construido predominantemente en madera –estructura y cerramiento son de madera de Alerce procedente de los Pirineos– y diseñado como un edificio de energía cero. Incorpora un programa energético de perfil innovador, en el que se agrupan tres fuentes de energía renovable: geotermia, biomasa y material de cambio de fase, desarrollado por la ingeniería Atres80. Las instalaciones incluyen sala de exposiciones, un auditorio, aulas didácticas y de ensayo, centro de documentación, laboratorios, vestíbulo para actividades múltiples y oficinas de gestión. Además, todo el nuevo equipamiento se completará con la construcción de un pequeño aula de la naturaleza, actualmente en curso y cuya finalización está prevista en 2016, en la parcela colindante.

## Ciclos de actividades
El desarrollo de las actividades de la Fundación se enmarca en diferentes ciclos de distinta temporalización:
- Encerezados: se trata del proyecto de actividades culturales y didácticas que tiene lugar en verano. Dentro del mismo también se enmarcan los ciclos JazzFestival y ArtTítere.
- Músicas y sonidos: uno de los objetivos de la Fundación es acercar la música al medio rural. Para ello desde 2009 propone un ciclo de música de cámara durante Navidad y otro durante Semana Santa, que se celebran en las iglesias de las localidades de la zona. Asimismo, desde 2011 incluye en su programación música de otros estilos como pop, folk, rock o música experimental.
- JazzFestival: como parte de la programación musical, desde 2009 se celebra un festival de jazz en la plaza de Cerezales, durante los meses de julio y agosto.
- Sendas: con el fin de fomentar el respeto por el territorio, se dan a conocer proyectos reales desarrollados en el medio rural, planteados como modos de vida alternativos.
- ArtTítere: se trata del Festival de Teatro de Títeres y Objetos y se desarrolla durante los meses de verano.
- Lunes micológicos y lunes a pájaros: desarrollados gracias a un convenio de colaboración firmado en 2012 con la Oficina Verde de la Universidad de León, su objetivo es el análisis de la diversidad micológica y ornitológica de la zona, creando para ello grupos de trabajo liderados por especialistas que concretan su actividad en sesiones teóricas y salidas al campo.
- Orientación: con el conocimiento y el respeto por el paisaje natural como trasfondo, se organizan actividades de orientación, como cursos de iniciación y carreras populares.
- En ruta: cada año se organiza una salida cultural de uno o dos días a un lugar de valor artístico o histórico.
- Teatro: desde 2011 la Fundación cuenta con un grupo de teatro permanente, que representa cada año su obra a vecinos y visitantes.
- Colaboración con centros escolares: con el objetivo de reforzar las materias de Educación Infantil, Primaria y Secundaria, propone una programación de talleres que abarcan la creación artística, la música y el conocimiento del entorno.
- Colaboración con Asprona: como vía para desarrollar las capacidades sensorial y expresiva de personas con discapacidad intelectual, la Fundación propone una programación de talleres en colaboración con el centro Nuestra Señora del Camino, en León.

## Proyectos
Algunos de los proyectos que desarrolla la Fundación son:
- Territorio Archivo: se trata de un proyecto artístico que busca conservar la memoria de los pueblos y sus gentes a través de fotos, películas de súper 8, cartas o documentos.[15]
- Herbarium: consiste en realizar un herbario digital en colaboración con los vecinos de la zona. En él se contienen conocimientos científicos y populares de las plantas.[16]
- Hacendera Abierta: se trata de una comunidad de trabajo en la que, a través de reuniones periódicas, se desarrolla un proceso de investigación y desarrollo de proyectos a partir del intercambio de conocimientos de forma colectiva.[17]
- Red de Bibliotecas Personales: a través de un grupo de trabajo se propone crear una red de bibliotecas personales basada en el conocimiento sobre el medio rural.

## Exposiciones
Algunas de las exposiciones que han tenido lugar en la Fundación son:
- Eduardo Arroyo: Territorio íntimo.[18]
- Chillida: Obra gráfica.[19]
- Bernardo Alonso Villarejo: En los límites de las sombras.[20]
- Richard Serra: Peso y materia.[21]
- Luis Gordillo: Archipiélago.[22]
- Cristina García Rodero: Combatiendo la nada.[23]
- Castorina: Autorretrato/Selfportrait.[24]
- Jan Hendrix: El marco Natural.[25]
- Chema Madoz.[26]
- Territorio Archivo.[27]
- Xavier Miserachs.[28]
- Nelo Vinuesa & Bimotor: Replay.[29]
- Luke Fowler: Sentido Común.[30]
- Carlos Irijalba: Uncut.[31]
- Cabañas para pensar.[32]
- Arqueologías del futuro.[33]
- El Cazador.[34]